# فیرچایلد ایکس‌ان‌کیو
فیرچایلد ایکس‌ان‌کیو (به انگلیسی: Fairchild_XNQ) یک هواگرد ملخ‌پیشین تک‌موتوره از نوع هواپیمای آموزشی ساخت شرکت فیرچایلد ایرکرفت است. هواگرد فیرچایلد ایکس‌ان‌کیو نخستین پروازش را در ۷ اکتبر ۱۹۴۶ میلادی انجام داد. در مجموع، تعداد ۲ فروند از این هواگرد ساخته شده‌است.